# Phylloxera quercus
Phylloxera quercus är en insektsart som beskrevs av Boyer de Fonscolombe 1834. Phylloxera quercus ingår i släktet Phylloxera och familjen dvärgbladlöss. Inga underarter finns listade i Catalogue of Life.